# Desa Purabaya (administrativ by i Indonesien, lat -7,34, long 107,01)
Desa Purabaya är en administrativ by i Indonesien.   Den ligger i provinsen Jawa Barat, i den västra delen av landet, 130 km söder om huvudstaden Jakarta.